# Биддер, Джордж Паркер (биолог)
Джордж Паркер Биддер (англ. George Parker Bidder; 21 мая 1863, Лондон — 31 декабря 1954, Кембридж) — британский морской биолог, специализировался на изучении губок. С 1939 по 1945 год был президентом Морской биологической ассоциации.

## Биография
Джордж Паркер Биддер родился 21 мая 1863 года в Лондоне в семье барристера Джорджа Паркера Биддера-младшего (1836—1896) и Анны Макклин (1839—1910). Его дедом по отцовской линии был Джордж Паркер Биддер, инженер и феноменальный счётчик, а дедом по материнской линии — Джон Робинсон Макклин, инженер-строитель и член Либеральной партии. Биддер учился в Королевской подготовительной школе в Брайтоне и школе Харроу. Затем изучал зоологию в Университетском колледже Лондона под руководством Рэя Ланкестера в течение одного года, после чего поступил в Тринити-колледж в Кембридже, где изучал естественные науки до 1886 года. В 1887 году он начал работать в Stazione Zoologica в Неаполе. В 1893 году он вступил в Marine Biological Association of the United Kingdom, став членом совета в 1899 году. В том же году женился на Марион Гринвуд и переехал в Плимут, где они прожили до 1902 года, после чего переехали в Кембридж. В браке родились две дочери; одна, Анна Макклин Биддер (1903—2001), стала зоологом и академиком.
В 1910-х годах Биддер заболел туберкулезом, из-за чего не смог работать в лаборатории и принять участие в Первой мировой войне. В 1925 году Биддер основал издательство «The Company of Biologists», чтобы спасти «The Journal of Experimental Biology» от банкротства.
С юности Биддер посвящал много свободного времени написанию стихов, самым известным из которых стало «Merlin’s Youth» (1899).
Биддер умер 31 декабря 1953 года в Кембридже.

### Исследования
Исследования Биддера были посвящены губкам, особенно их гидравлике. Также изучал поведение донных обитателей, а также морскую геологию, в частности, эрозию берегов.
В 1932 году Биддер внес значительный вклад в область биогеронтологии, предположив, что старение — это действие «регулятора», отвечающего за прекращение роста. Эта теория, известная как «гипотеза Биддера», была опровергнута в ходе многочисленных экспериментов, начиная с исследования Алекса Комфорта в 1963 году на гуппи, виде, который стареет во время роста. Тем не менее, гипотеза Биддера может быть верна для некоторых видов как «частный» механизм старения.
В 1904—1906 годах Биддер проводил исследования, доказывающие наличие течений в Северном море с востока на запад, выпустив около 1000 сообщений в бутылках, предназначенных для плавания на небольшом расстоянии над морским дном. Нашедших просили на английском, голландском и немецком языках отправить вложенную в бутылку открытку в Морскую биологическую ассоциацию Великобритании в Плимуте, чтобы получить вознаграждение в размере шиллинга. Большинство из них были найдены всего через несколько месяцев, но одно было найдено на немецком острове Амрум в апреле 2015 года, и его открытка была должным образом возвращена в МВА. Книга рекордов Гиннесса подтвердила, что по состоянию на март 2016 года это «самое старое послание в бутылке».